# Carmelo Galbato

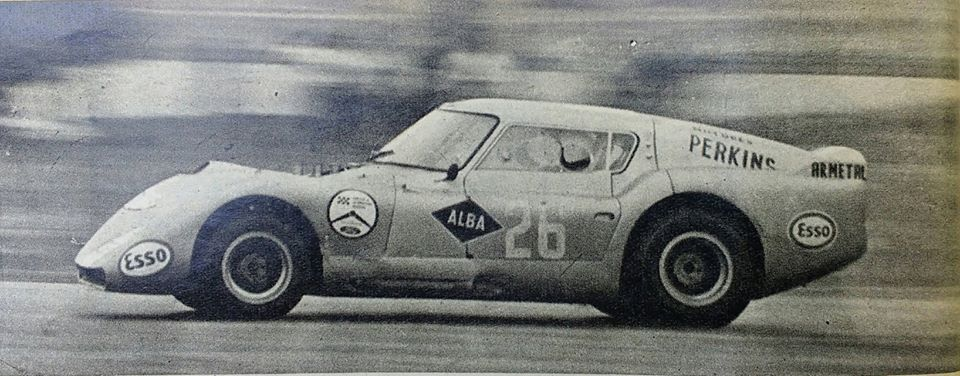
Carmelo Galbato sobre un Baufer-Ford en 1969.

Carmelo Galbato (Mesina, Italia, 13 de enero de 1922-Villa Crespo, Argentina, 19 de noviembre de 1989), fue un piloto ítalo-argentino de automovilismo.
Corrió en el Turismo Carretera en la década del 60, categoría en la cual obtuvo 5 triunfos, todos con Ford. Comenzó su carrera en la especialidad corriendo un Ford V8 coupé, al que luego reemplazaría por un Ford Falcon.
Integró la "Misión Argentina" en la Marathon de la Route de Nürburgring Nordschleife en 1969, compitiendo el Torino 380 W n° 1, junto a Rubén Luis Di Palma y Cacho Fangio.
Incursionó en el cine en 1968, en la película Turismo de carretera, dirigida por Rodolfo Kuhn.

## Victorias en Turismo Carretera
| Circuito                  | Coche       | Fecha                    |
| ------------------------- | ----------- | ------------------------ |
| Autódromo de Buenos Aires | Ford 59 AB  | 19 de marzo de 1961      |
| Autódromo de Buenos Aires | Ford 59 AB  | 23 de abril de 1961      |
| Vuelta de Necochea        | Ford F-100  | 3 de abril de 1966       |
| Autódromo de Buenos Aires | Ford Falcon | 24 de septiembre de 1967 |
| Vuelta de Allen           | Ford Falcon | 22 de septiembre de 1968 |
| Fuente:                   |             |                          |